# Vasilije Krestić
Vasilije Krestić (en serbe cyrillique : Василије Крестић ; né le 20 juillet 1932 à Đala) est un historien yougoslave puis serbe. Il est membre de l'Académie serbe des sciences et des arts.
Les travaux scientifiques de Vasilje Krestić incluent l'histoire des Serbes en Hongrie et le sort des Serbes en Croatie, les relations serbo-croates et l'idée yougoslave. S'appuyant sur des sources historiques fiables, il a tenté d'éclairer de nombreuses questions controversées concernant les Serbes et les Croates et a contribué à la découverte de faits historiques. Il a souligné le caractère pernicieux d'une politique fondée sur l'État croate et le droit historique, qui visait à l'établissement d'une « Grande Croatie » ethniquement pure. Il a cherché à prouver que l'idée de destruction génocidaire des Serbes dans la société croate plonge ses racines au XIXe siècle.
Krestić est également l'un des rédacteurs du Mémorandum de l'Académie serbe des sciences et des arts, où l'on peut lire que « le génocide physique, politique, juridique et culturel de la population serbe au Kosovo et en Métochie représente la plus grande défaite de la Serbie dans les luttes qu'elle a menées depuis Orašac en 1804 jusqu'à l'insurrection de 1941 ».

## Biographie
Vasilije Krestić est né le 20 juillet 1932 à Đala, dans l'extrême nord du Banat, dans l'ancien Royaume de Yougoslavie. Après avoir achevé ses études élémentaires dans son village natal, il a étudié d'abord au lycée de Novi Kneževac puis à Zrenjanin. Après le lycée, il a étudié les sciences historiques à la Faculté de philosophie de l'université de Belgrade, où il a obtenu son diplôme en 1957 ; puis, en 1967, il a obtenu son doctorat en une thèse sur  Le Compromis croato-hongrois de 1868, qui a été publiée en 1969 par l'Académie serbe des sciences et des arts. En 1967, il a été élu professeur assistant au département d'histoire nationale de l'époque contemporaine, avant de devenir professeur associé en 1973 et professeur titulaire en 1979. Il a effectué des recherches dans les archives et les bibliothèques de Yougoslavie, d'Autriche, de Hongrie, d'Allemagne, de Roumanie et de Tchécoslovaquie et s'est intéressé à la zone plus large des pays yougoslaves du XVIIIe au XXe siècle. En tant que connaisseur des archives autrichiennes, il a été membre de la commission d'experts de la république socialiste de Serbie pour la restitution des documents d'archives emportés pendant les Première et Seconde Guerres mondiales.
Vasilije Krestić a été élu membre correspondant de l'Académie serbe des sciences et des arts le 7 mai 1981 et membre de plein droit le 25 avril 1991. Dans les organes de l'Académie et d'autres institutions, il accomplit diverses tâches au sein de nombreux comités et de nombreuses commissions. Depuis 1982, il est directeur des Archives de l'Académie serbe ; il a été membre de la Commission et du Groupe de travail pour la rédaction du Mémorandum de 1986,. Il a été secrétaire du Département des sciences historiques de l'Académie de 1998 à 2011, et pendant cette période, il a également été membre de la présidence de l'Académie ; avec Nikola Hajdin, il a été l'un des deux candidats à la présidence de cette institution mais Hajdin lui a été préféré. Il a été membre du Sénat de la république serbe de Bosnie de sa première convocation en 1996 jusqu'en 2008. Il est membre du conseil d'administration de la Matica srpska et de la Coopérative littéraire serbe (en serbe : Srpska književna zadruga), et pendant plusieurs années, il a également été membre du conseil d'administration de la Fondation Vuk (Vukova zadužbina).

## Vie privée
Avant de se consacrer à la science, Vasilije Krestić était un joueur de volley-ball actif ; il a joué pour le Partizan Belgrade, où il a fait partie des premières générations de champions d'après-guerre des Noirs et Blancs, puis pour le Spartak de Subotica ; il a fait partie de l'équipe nationale yougoslave.
Il a un fils Petar, qui est historien, et une fille, Jelka, qui est philologue.

## Prix et distinctions
La liste (non exhaustive) des prix et distinctions reçus par Vasilije Krestić est établie à partir de documents conservés dans les Archives des décorations de l'Académie serbe des sciences et des arts. 
- 1976 ; Médaille commémorative de la Matica srpska[9]
- 1981 : Plaque de la Bibliothèque nationale de Serbie[10]
- 1988 : Médaille de la faculté de philosophie de l'université de Belgrade[11]
- Plaque de l'Académie serbe des sciences et des arts 1841–1864–1886–1986[12]
- Prix d'octobre de la ville de Belgrade[13]
- 1996 : Médaille d'or Filip Višnjić[14]
- 1997 : Médaille de l'honneur et du patriotisme[15]
- 1996 : Plaque du prix Vuk pour 1996[16]
- 1994 : Plaque du prix Vuk pour 1994[17]
- Ordre du Travail à couronne d'or, IIe niveau[18]
- Charte de la Communauté pan-serbe de France[19]
- Prix Vladimir Ćorović[20]
- Prix du fonds Dušan Baranin, de la Coopérative littéraire serbe[21]
- Prix Todor Pavlović du meilleur livre[22]
- Prix Todor Pavlović pour l'ensemble de son œuvre[23]
- 2012 : Prix Dejan Medaković[24]

## Ouvrages et contributions
- (sr) Vasilje Krestić, Hrvatsko-ugarska nagodba 1868. godine. [« Le Compromis croato-hongrois de 1868 »], Belgrade, Académie serbe des sciences et des arts, 1969, 424 p. (lire en ligne)
- (sr) Vasilje Krestić, Istorija srpske štampe u Ugarskoj 1791-1914. [« Histoire de la presse serbe en Hongrie (1791-1914) »], Novi Sad, Matica srpska, 1980, 506 p. (lire en ligne)
- (sr) Vasilje Krestić, Istorija srpskog naroda : Od Prvog ustanka do Berlinskog kongresa 1804-1878 [« Histoire du peuple serbe : Du Premier soulèvement jusqu'au Congrès de Berlin (1804-1878) »], vol. V, t. 2, Belgrade, Srpska književna zadruga, 1981 (lire en ligne), « Srbi u Habsburškoj Monarhiji 1849-1868 (Les Serbes dans la Monarchie de Habsbourg de 1849 à 1868) », p. 107-150
- (sr) Vasilje Krestić, Istorija srpskog naroda : Od Berlinskog kongresa do ujedinjenja, 1878-1918 [« Histoire du peuple serbe : Du congrès de Berlin à l'unification, 1878-1918 »], vol. VI, t. 1, Srpska književna zadruga, 1983 (lire en ligne), « Politički, privredni i kulturni život u Hrvatskoj i Slavoniji (La vie politique, économique et culturelle en Croatie et en Slavonie) », p. 375-431
- (sr) Vasilje Krestić, Srpsko-hrvatski odnosi i jugoslovenska ideja 1860-1873: Studije i članci [« Les Relations serbo-croates et l'Idée yougoslave (1860-1873) : Études et articles »], Belgrade, Narodna knjiga, 1983, 278 p. (lire en ligne)
- Vasilje Krestić, Les Serbes et les Hongrois dans la Révolution de 1848-1849, Belgrade, Académie serbe des sciences et des arts, 1983, 226 p. (lire en ligne)
- (sr) Vasilje Krestić, Srpsko-hrvatski odnosi i jugoslovenska ideja u drugoj polovini XIX veka. [« Les relations serbo-croates et l'idée yougoslave dans la seconde moitié du XIXe siècle »], Belgrade, Nova knjiga, 1988, 484 p. (ISBN 9788673350479, lire en ligne)
- (sr) Vasilje Krestić, « O nazivu jezika u prošlosti Hrvatske », Zbornik o Srbima u Hrvatskoj, Académie serbe des sciences et des arts, no 2,‎ 1991, p. 225—258 (lire en ligne, consulté le 31 mars 2021)
- (sr) Vasilje Krestić et Radoš Ljušić, Programi i statuti srpskih političkih stranaka do 1918. [« Les Programmes et les Statuts des partis politiques jusqu'en 1918 »], Belgrade, Književne novine, 1991, 514 p. (ISBN 9788639100964, lire en ligne)
- (sr) Vasilje Krestić, Istorija Srba u Hrvatskoj i Slavoniji 1848-1914. [« Histoire des Serbes en Croatie et en Slavonie (1848-1914) »], Belgrade, Politika, 1991, 615 p. (ISBN 9788676070404, lire en ligne)
  - (en) Vasilje Krestić, History of the Serbs in Croatia and Slavonia 1848-1914., Belgrade, Beogradski izdavačko-grafički zavod, 1997, 667 p. (ISBN 9788613008880, lire en ligne)
- (sr) Vasilje Krestić, Iz istorije Srba i srpsko-hrvatskih odnosa: Studije, članci, rasprave i eseji [« De l'histoire des Serbes et des relations serbo-croates : études, articles, discussions et essais »], Belgrade, BIGZ, 1994, 328 p. (ISBN 9788613007548, lire en ligne)
- (sr) Vasilje Krestić, Građa o Srbima u Hrvatskoj i Slavoniji (1848-1914) [« Sources sur les Serbes de Croatie et de Slavonie (1848-1914) »], t. 1, Belgrade, BIGZ, 1995, 464 p. (ISBN 9788613008156, lire en ligne)
- (sr) Vasilje Krestić, Građa o Srbima u Hrvatskoj i Slavoniji (1848-1914) [« Sources sur les Serbes de Croatie et de Slavonie (1848-1914) »], t. 2, Belgrade, BIGZ, 1995
- (sr) Vasilje Krestić, Genocidom do Velike Hrvatske [« Par le génocide jusqu'à la Grande Croatie »], Novi Sad-Belgrade, Matica srpska, Arhiv Srbije, 1998
  - (en) Vasilje Krestić, Through Genocide to a Greater Croatia, Belgrade, BIGZ, 1998, 191 p. (ISBN 9788613009108, lire en ligne)
  - Vasilje Krestić (trad. Dejan M. Babić), La grande Croatie : Le génocide comme projet politique, Lausanne, L'Âge d'homme, 2001, 124 p. (ISBN 9782825113950, lire en ligne)
- (sr) Vasilje Krestić, Biskup Štrosmajer u svetlu novih izvora [« L'Évêque Strossmayer à la lumière des nouvelles sources »], Belgrade, Académie serbe des sciences et des arts, 2001
- (sr) Vasilje Krestić, Iz prošlosti Srema, Bačke i Banata [« Du passé de la Syrmie, de la Bačka et du Banat »], Belgrade, Srpska književna zadruga, 2003
- (sr) Vasilje Krestić, Biskup Štrosmajer: Hrvat, velikohrvat ili Jugosloven [« Mgr. Strossmayer : Croate, Grand Croate ou Yougoslave »], Jagodina, Gambit, 2006
- (sr) Vasilje Krestić, Srbi u Ugarskoj 1790-1918. [« Les Serbes en Hongrie (1790-1918) »], Novi Sad, Matica srpska, 2013
- (sr) Vasilje Krestić, Velikohrvatske pretenzije na Vojvodinu, Bosnu i Hercegovinu [« Les Prétentions de la Grande Croatie sur la Voïvodine et la Bosnie-Herzégovine »], Belgrade, Académie serbe des sciences et des arts, 2017
- (sr) Vasilje Krestić et Mira Radojević, Jasenovac, Belgrade, Académie serbe des sciences et des arts, 2017